# Phú Thạnh (An Giang)
Phú Thạnh is een xã in het district Phú Tân, een van de districten in de Vietnamese provincie An Giang in de Mekong-delta.